# Euchromia vitrea
Euchromia vitrea är en fjärilsart som beskrevs av Abel Dufrane 1936. Euchromia vitrea ingår i släktet Euchromia och familjen björnspinnare. Inga underarter finns listade i Catalogue of Life.